# Guardião (software)
O Guardião é um software criado pela Dígitro que realiza o monitoramento de dados e gravações de voz para análise por autoridades como a polícia ou o exército. Ele é usado em diversos órgãos públicos brasileiros, e já foi importado por países como o Uruguai.

## Criação
O Guardião foi desenvolvido entre uma parceria informal entre a Dígitro e a Polícia Federal (PF), sendo lançado em 1999.
Luiz Fernando Corrêa, ex-diretor da PF, foi apontado como o suposto criador do Guardião, pois ele disse em seu pefil da Secretaria Nacional de Segurança Pública que foi o líder da equipe que inventou o sistema. Mas Corrêa afirmou que na verdade, quando ele era superintendente da PF em Santa Catarina, ficou incumbido de achar soluções técnicas para os problemas do antigo sistema de grampeio da organização, o Bedin. Ele foi uma das muitas pessoas a repassar as necessidades da organização para a Dígitro, como a falta de uma central digital para gerenciar os grampos.

## Funcionamento
O programa faz parte do sistema IntelleTotum. Ele funciona de forma passiva, recebendo as gravações feitas por operadoras de telefonia e provedores de acesso à internet. Então, gera os arquivos de voz criptografados, armazena as informações, e disponibiliza uma série de ferramentas que auxiliam na análise, cruzamento de dados interceptados e identificação dos locutores. O backup é destruído após a operação ser desativada. O programa recebeu uma atualização, onde pode ser usado para realizar monitoramento de dados em geral. O Exército admitiu ter usado o Guardião para monitorar dados abertos de manifestantes durante a Copa do Mundo na internet, mas posteriormente negou.
O programa foi denunciado como sendo capaz de realizar o grampo ativamente, e ainda, de monitorar certos telefones sem a necessidade de um mandato jurídico. Nesse modus operanti, caso a linha 1, a monitorada legalmente, recebesse ligações da linha 2 e depois da linha 3, o programa também gravaria as ligações entre as linhas 2 e 3.  Também há relatos de agentes da PF guardando os áudios e até mesmo repassando para terceiros. Porém, os membros da CPI das Escutas Telefônicas Clandestinas fiscalizaram a sede da Dígitro e concluíram que o programa realmente era passivo. O problema seria a falta de legislação, que permitia uma série de abusos por parte dos investigadores, como copiar os áudios em um pendrive.
De acordo com a Claro, o Guardião é compatível com o Vigia, outro software de grampeio utilizado pela empresa. O programa também se comunica com o software de grampeios da Telefônica.

## Clientes
O Guardião só poderia ser vendido para órgãos públicos, pois o programa está regulamentado pela Lei nº 9.296/96. Apesar disso, a CPI das Escutas Telefônicas Clandestinas concluiu que a legislação não regula as vendas suficientemente. A Lei foi incrementada pela Lei nº 13.964/2019.
Algumas pessoas, como Romeu Tuma (DEM-SP), acusaram a empresa de vender para a iniciativa privada. Um caso famoso foi o de Carlinhos Cachoeira, onde o deputado Miro Teixeira (PDT-RJ) defendeu, durante a CPMI do Cachoeira, uma investigação para averiguar se o bicheiro havia comprado o Guardião. A Dígitro negou as acusações.
Entre seus clientes estão os Ministérios Públicos, o Programa das Nações Unidas para o Desenvolvimento, a Procuradoria da República, superintendências da PF, uma seguradora, a Agência Brasileira de Inteligência (Abin), diversas superintendências da Polícia Civil (PC), a Polícia Militar (PM), a Polícia Rodoviária Federal (PRF) e o Exército. De acordo com a Rolling Stone, o Guardião foi utilizado em 90% das prisões relativas ao crime organizado feitas pela PF em 2007. Entre as operações que fizeram o uso do software, está a Operação Anaconda.
Em 2014, o governo do Uruguai comprou o Guardião em segredo, mesmo não tendo legislação específica para regulamentá-lo.

## Guardião Online
Após sua popularização, criminosos passaram a usar aplicativos como WhatsApp e Wickr para escapar do Guardião. Por isso, a Dígitro lançou o Guardião Online, capaz de analisar dados vindos dos aplicativos de conversas e outras redes sociais, caso seja autorizado pela Justiça.